# روبرت مورن
روبرت مورن (زاده ۱۸ مه ۱۹۸۹) یک بازیکن فوتبال اهل هلند است که هم اکنون باشگاه فوتبال ولندام به عنوان مهاجم بازی می کند.